# Unidos para Cambiar Santa Fe
Unidos para Cambiar Santa Fe es una coalición política formada por integrantes de Juntos por el Cambio y el Frente Progresista Cívico y Social.

## Historia
Frente a la proximidad de las elecciones a gobernador de 2023 en Santa Fe, el radicalismo provincial empezó a analizar la idea de adherir en un "frente de frentes" entre Juntos por el Cambio y el Frente Progresista Cívico y Social.

### Repercusiones en los frentes

#### Juntos por el Cambio
El posible acuerdo tuvo una fuerte oposición de la dirigente Elisa Carrió, líder de la Coalición Cívica ARI, quien en el pasado también habría integrado el FPCyS; decidiendo alejarse al alegar que existía complicidad entre el exgobernador Antonio Bonfatti y el narcotráfico. 
La referente exigió que en el caso de una eventual coalición, tanto el exgobernador como el exministro de gobierno, Rubén Galassi, debían ser excluidos al considerarlos responsables de esta problemática.
Al ser ignorada su petición, el partido decidió romper y presentarse a las elecciones de forma individual. El negativo desempeño en las elecciones llevaría a que el espacio no lograra superar las PASO tanto en el apartado de gobernador como el de diputados.

Este declive terminaría impactando en el seno de la Coalición Cívica, ya que un sector de la agrupación decidiría renunciar a sus cargos en la conducción del partido y fundar un nuevo espacio denominado "Humanos". Esta corriente criticaría la conducción del partido a manos de la Presidente de la Mesa Ejecutiva Provincial, Lucila Lehmann, por "tomar decisiones políticas inconsultas" y por el resultado electoral que marginó al partido a la pérdida de representatividad.
El resto de los partidos integrantes de Juntos por el Cambio lograron acordar para "integrar una coalición más amplia".

#### Frente Progresista Cívico y Social
En el espacio progresista se encontraron resistencias, principalmente dentro del mismo Partido Socialista, que terminaría con la ruptura del sector más intransigente (BASES), para formar el Frente Amplio por la Soberanía. 
Otros miembros del FPCyS que decidieron tomar la misma decisión fueron los partidos Libres Del Sur, Solidaridad e Igualdad (SI) y el movimiento UCR - Alfonsinista Auténtico.

Al final, los integrantes de la difunta coalición progresista que aceptarían conformar el frente fueron el Partido Socialista, Generación para un Encuentro Nacional, CREO y el Partido Demócrata Progresista.
Una excepción particular fue la agrupación Participación, Ética y Solidaridad (PARES), que adhirió a ambas coaliciones de forma simultánea.

#### Partidos incorporados luego de las elecciones de 2023
A fines de enero de 2025, representantes de los partidos integrantes de la coalición se reunieron en el comité provincial de la Unión Cívica Radical con el fin de ratificar la alianza. En esta reunión también se trató la adhesión de los partidos Hacemos —representantes del peronismo que responde al frente Hacemos por Nuestro País— y Demócrata Cristiano. También se pidió discutir el ingreso de Humanos, que pese a que en los hechos ya participaba en la coalición, seguía tramitando su reconocimiento como partido.

## Partidos integrantes
Los partidos políticos que componen la alianza son los siguientes:
1. Unión Cívica Radical
2. Partido Demócrata Progresista
3. Partido Nacionalista Constitucional - UNIR
4. Partido Socialista
5. Propuesta Republicana
6. Generación para un Encuentro Nacional
7. Encuentro Republicano Federal
8. Unión del Centro Democrático
9. Frente para el Cambio
10. Creo
11. Unidos
12. Una Nueva Oportunidad (UNO)
13. Santa Fe Puede Más
14. Somos Cañada
15. Participación, Ética y Solidaridad (PARES)
16. Humanos
17. Hacemos
18. Partido Demócrata Cristiano

## Resultados electorales

### Gobernador de la provincia de Santa Fe
|  | 51,63 % |

|  | 63,12 % |

|  | 58,47 % |

|  | 34,11 % |

|  | 14,25 % |

### Legisladores provinciales
|  | 33,05 % |

|  | 51,55 % |